# Артур фон Брізен
Артур фон Брізен (нім. Arthur von Briesen; 26 вересня 1891, Мец — 15 травня 1981, Констанц) — німецький офіцер, генерал-майор вермахту.

## Біографія
24 березня 1909 року вступив в 2-й Східнопрусський польовий артилерійський полк № 52 Прусської армії. У 1913 році вступив в 2-й королівський саксонський уланський полк № 18. З 1916 року — 1-й ординарець в штабі 40-ї піхотної дивізії. З 1917 року служив у штабах 19-го армійського корпусу, 53-ї резервної дивізії, 12-го армійського корпусу і 3-ї армії.
15 вересня 1919 року вступив в інспекцію земельної поліції Саксонії, з 1 травня 1923 року — командир зведеної сотні поліції Дрездена. З червня 1933 року — командир сотні земельної поліції Дрездена. 1 грудня 1933 року переведений в штаб 1-го батальйону земельної поліції. З 1 квітня 1934 року — командир зведеної земельної поліції Дрездена. 1 жовтня 1934 року перейшов в армію і був призначений в піхотний полк «Росток». 1 квітня 1935 року очолив 3-й батальйон свого полку (з 15 жовтня 1935 року — 27-й піхотний полк). 10 листопада 1938 року переведений в штаб свого полку.
З 1 травня 1939 року — комендант Праги. 15 лютого 1944 року відправлений у командний резерв ОКГ. 12 березня 1944 року відряджений в групу армій «Південь» і призначений комендантом Бродів. 1 червня 1944 року відряджений до уповноваженого генерала вермахту в Італії Рудольфа Туссена для проходження підготовки бойового командира. 15 липня 1944 року відряджений до командувача військовим округом Богемії і Моравії для спеціальних доручень. 31 грудня 1944 року знову відправлений у командний резерв ОКГ і більше не отримав призначень. 8 травня 1945 року взятий у полон американськими військами. 22 квітня 1947 року звільнений.

## Звання
- Фенріх запасу (24 березня 1909)
- Фенріх (18 жовтня 1909)
- Лейтенант (22 серпня 1910)
- Оберлейтенант (15 травня 1916)
- Ротмістр запасу (15 вересня 1919)
- Оберлейтенант поліції (15 вересня 1919)
- Гауптман поліції (1 серпня 1920)
- Майор полції (1 грудня 1933)
- Майор (1 жовтня 1934)
- Оберстлейтенант (1 грудня 1935)
- Оберст (1 квітня 1938)
- Генерал-майор (1 жовтня 1942)

## Нагороди
- Залізний хрест 2-го і 1-го класу
- Королівський орден дому Гогенцоллернів, лицарський хрест з мечами
- Почесний хрест ветерана війни з мечами
- Медаль «За вислугу років у Вермахті» 4-го, 3-го, 2-го і 1-го класу (25 років)
- Пам'ятна військова медаль (Австрія) з мечами
- Пам'ятна військова медаль (Угорщина) з мечами
- Застібка до Залізного хреста 2-го і 1-го класу
- Хрест Воєнних заслуг 2-го і 1-го класу з мечами